# Encore Las Vegas

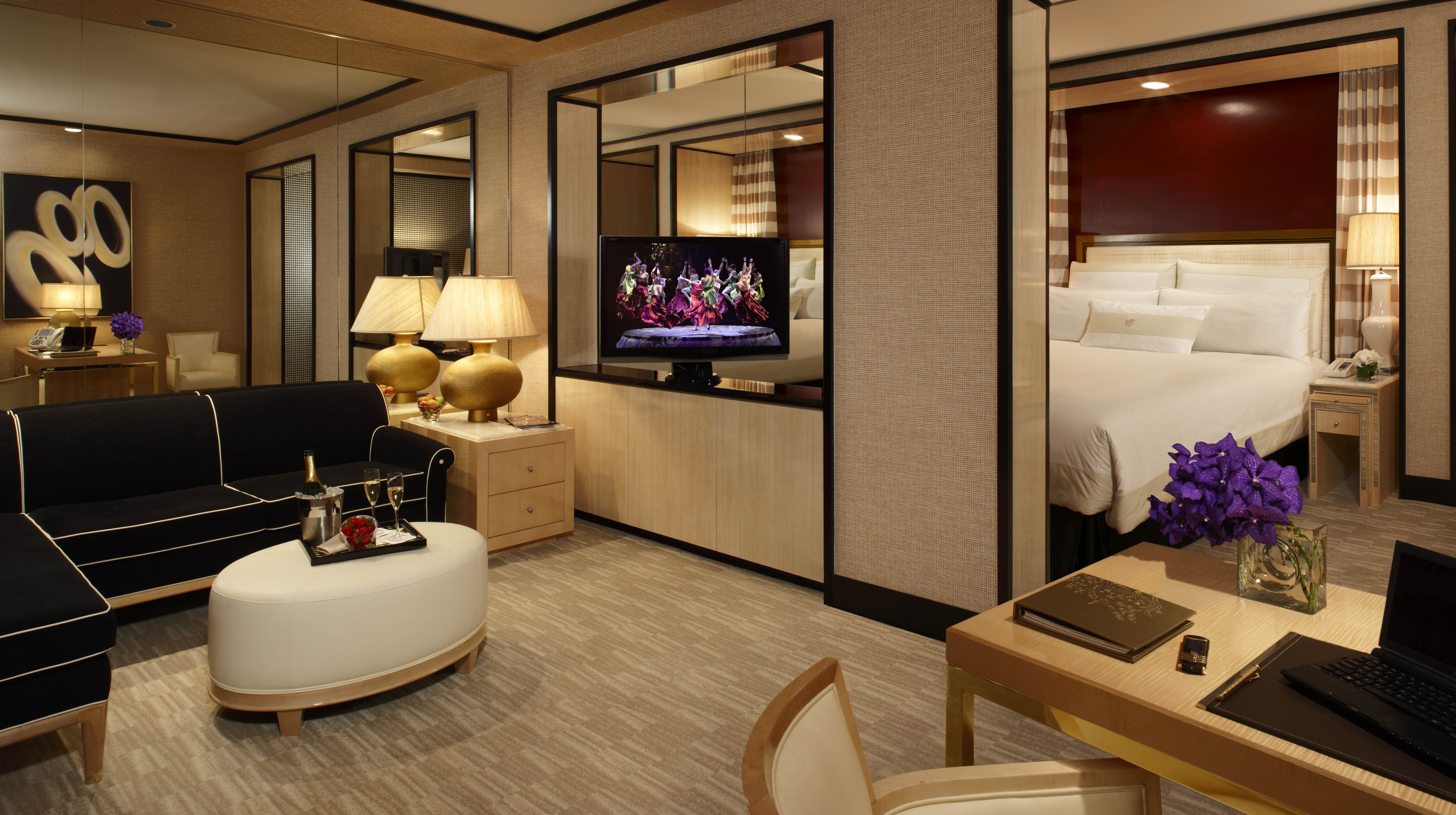
Suite im Encore

Das Encore ist ein Hotel am Las Vegas Strip und befindet sich nahe seinem Schwesterhotel Wynn. Wie das Wynn Las Vegas wird auch das Encore von Wynn Resorts betrieben. Die Eröffnung erfolgte 2008 nach zwei Jahren Bauzeit.

## Gebäude
Es gibt 2.034 Zimmer, davon sind 235 Suiten und 31 Apartments mit zwei oder mehr Schlafzimmern. Das Kasino bietet 95 Tische und 860 Spielautomaten. Es ist 192 Meter hoch und damit aktuell das zweithöchste Gebäude der Stadt, hinter dem 196 Meter hohen Palazzo-Hotel.
Vom äußeren Design ähnelt das Encore dem Wynn Hotel. Neben Hotel und Kasino sind noch einige Restaurants und Bühnen untergebracht. Das Encore beherbergt einen der größten Außenpoolbereiche in Las Vegas mit ca. 4.600 m² Fläche. Die Anlage ist regelmäßig Austragungsort für größere Veranstaltungen mit renommierten DJs wie beispielsweise David Guetta.